# イーホリ・ハラティン
イーホリ・イーホローヴィチ・ハラティン（ウクライナ語: Ігор Ігорович Харатін, 1995年2月2日 - ）は、ウクライナ・ザカルパッチャ州ムカチェヴォ出身のサッカー選手。元ウクライナ代表。ポジションはMF。

## クラブ歴
FCディナモ・キーウで下部組織からトップチームに昇格。2014年5月18日に選手初出場を記録した。2016年にFCメタリスト・ハルキウに期限付き移籍した。
同年夏にFCゾリャ・ルハーンシクに完全移籍。
2019年にフェレンツヴァーロシュTCに完全移籍。
2021年9月2日、レギア・ワルシャワに移籍した。
2024年2月14日、FC DAC 1904ドゥナイスカー・ストレダに移籍した。

## 代表歴
アンダー代表としてUEFA U-19欧州選手権2014、2015 FIFA U-20ワールドカップに出場した。
2020年9月6日に行われたUEFAネーションズリーグ2020-21のスペイン代表戦でA代表初出場。